# 石原俊爾
石原 俊爾（いしはら としちか、1945年（昭和20年）10月2日 - ）は、日本の実業家。元TBSアナウンサーで、東京放送ホールディングス（TBSHD）、TBSテレビ代表取締役社長、取締役会長を務めた。

## 来歴・人物
東京都出身。1969年（昭和44年）早稲田大学第一政治経済学部卒業後、TBSに一般職として入社。アナウンサー14期生として放送界にデビュー（同期には稲生二平・木脇豊・杉崎一雄・田中啓生・田中良紹・山田修爾）。ニュース・報道系アナウンサーとして活躍した。
以後、編成局長・BS推進室局長等を経て、2009年（平成21年）4月、代表取締役社長・取締役会議長・業務監査室担当、11年4月、東京放送ホールディングス（以下「TBSHD」）代表取締役社長・業務監査室担当。ほかに毎日新聞グループホールディングス　取締役（社外取締役）、一般社団法人アジア調査会理事などもを務めた。
2015年（平成27年）4月1日付で、TBSテレビ社長の職を武田信二に譲り、16年4月1日、TBSHD取締役会長・TBSテレビ取締役会長、18年6月両会長から退く。
父は信濃毎日新聞社長・信越放送会長を務めた石原俊輝。